# Rumuńska cyrylica

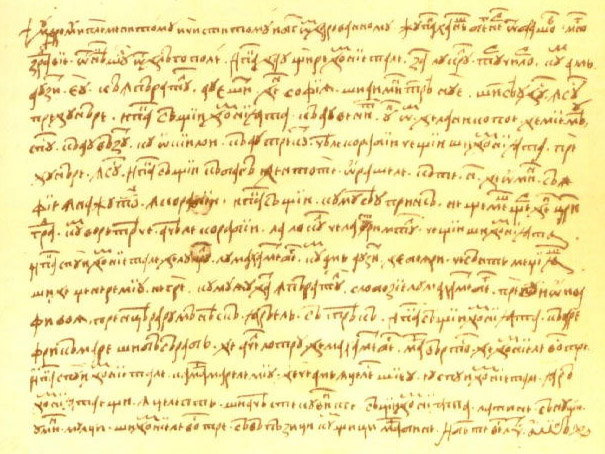
Najstarszy zabytek piśmiennictwa rumuńskiego – list Neacșu – zapisany cyrylicą.

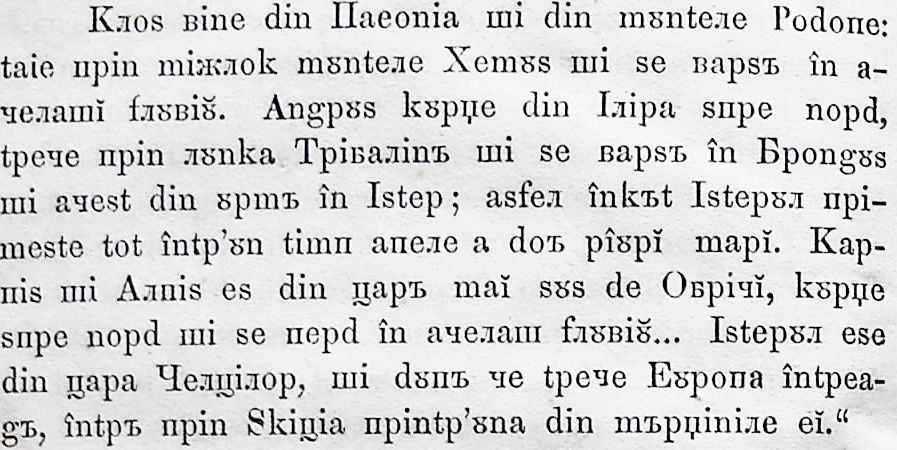
Przykład użycia alfabetu transferowego

Przykład tekstu rumuńskiego («Ojcze nasz») w zapisie cyrylicą

Rumuńska cyrylica – sposób zapisu pisma w języku rumuńskim (zwanym dawniej wołoskim lub mołdawskim) oficjalnie obowiązujący do roku 1860, gdy zastąpiono ją alfabetem transferowym, a następnie, w 1862, dzisiejszym zmodyfikowanym alfabetem łacińskim.
W okresie dostosowywania rumuńskich dokumentów, map itp. funkcjonował tzw. alfabet transferowy, w którym znalazły się zarówno litery łacińskie, jak i litery cyrylicy. W alfabecie transferowym pojawiły się znaki diakrytyczne – brewis, cyrkumfleks i przecinek dolny – używane do dziś. Jednym z twórców alfabetu transferowego był Ion Budai-Deleanu.
Zastąpienie cyrylicy alfabetem łacińskim  było jednym z przejawów świadomej romanizacji kultury rumuńskiej pod koniec XVIII i w XIX w. Twórcami programu romanizacji języka rumuńskiego byli przedstawiciele tzw. szkoły siedmiogrodzkiej, m.in. Petru Maior i Ion Budai-Deleanu.
Po utworzeniu Mołdawskiej Autonomicznej Socjalistycznej Republiki Radzieckiej w 1924 r., powrócono do cyrylicy, uproszczonej na wzór alfabetu rosyjskiego. Alfabet ten był używany w Mołdawskiej SRR do 1989 r., w Mołdawii Naddniestrzańskiej jest używany do dzisiaj.

## Alfabet
| Litera | Współczesny odpowiednik | Alfabet transferowy | Fonem                          |
| ------ | ----------------------- | ------------------- | ------------------------------ |
| А      | a                       | A a                 | /a/                            |
| Б      | b                       | Б б                 | /b/                            |
| В      | v                       | В в                 | /v/                            |
| Г      | g, gh                   | G g                 | /g/                            |
| Д      | d                       | D d                 | /d/                            |
| Є, Е   | e                       | E e                 | /e/                            |
| Ж      | j                       | Ж ж                 | /ʒ/                            |
| Ѕ      | —                       | —                   | —                              |
| З      | z                       | Z z                 | /z/                            |
| И      | i                       | I i                 | /i/                            |
| Й      | i                       | Ĭ ĭ                 | /j/, /ʲ/                       |
| І      | i                       | I i                 | /i/                            |
| К      | c, ch                   | K k                 | /k/                            |
| Л      | l                       | L l                 | /l/                            |
| М      | m                       | M m                 | /m/                            |
| Н      | n                       | N n                 | /n/                            |
| Ѻ, О   | o                       | O o                 | /o̯/                            |
| П      | p                       | П п                 | /p/                            |
| Р      | r                       | Р р                 | /r/                            |
| С      | s                       | S s                 | /s/                            |
| Т      | t                       | T t                 | /t/                            |
| Ѹ, Ꙋ   | u                       | У у                 | /u/                            |
| Ф      | f                       | F f                 | /f/                            |
| Х      | h                       | Х х                 | /h/                            |
| Ѡ      | o                       | O o                 | /o/                            |
| Щ      | șt                      | Щ щ                 | /ʃt/                           |
| Ц      | ț                       | Ц ц                 | /ʦ/                            |
| Ч      | c (przed e, i)          | Ч ч                 | /ʧ/                            |
| Ш      | ș                       | Ш ш                 | /ʃ/                            |
| Ъ      | ă                       | Ъ ъ                 | /ə/                            |
| Ь      | —                       | —                   | —                              |
| Ѣ      | ea                      | Ea ea               | /e̯a/                           |
| Ю      | iu                      | Iу iу Ĭу ĭу         | /ju/                           |
| Ꙗ, Ѧ   | ia                      | Ia ia               | /ja/                           |
| Ѥ      | ie                      | Ĭe ĭe               | /je/                           |
| Ѫ      | â, î                    | Î î                 | /ɨ/                            |
| Ѯ      | x                       | Ks ks               | /ks/                           |
| Ѱ      | ps                      | Пs пs               | /ps/                           |
| Ѳ      | t                       | T t                 | /t/ (prawdopodobnie także /θ/) |
| Ѵ      | i, v                    | I i; В в            | /i/, /y/, /v/                  |
| Ꙟ      | în îm                   | În în Îm îm         | /ɨn/, /ɨm/                     |
| Џ      | g (przed e, i)          | Џ џ                 | /ʤ/                            |